# ماسات (بایبورد)
ماسات (به ترکی استانبولی: Masat) (به کردی: Mesad) (به ارمنی: Մասսաթ) یک منطقهٔ مسکونی در ترکیه است که در بایبورد واقع شده‌است. ماسات ۹۲۱ نفر جمعیت دارد.